# Лахиш (река)
Лахи́ш (ивр. נחל לכיש‎) — река в Израиле, одна из немногих непересыхающих рек в стране. Берёт начало в южной части Иудеи, близ палестинского города Дура. Участки реки, начиная от истока, носят здесь названия Вади-Анзар и Вади-Кура; название «Лахиш» водоток носит от слияния с Вади-Идна (31°32′16″ с. ш. 34°56′23″ в. д., близ Идны) и далее до устья. Лахиш впадает в Средиземное море возле города Ашдода, непосредственно к югу от ашдодского порта. Длина реки — около 70 км.
Река сильно загрязняется стоками из канализации и промышленными водами. В последнее время начали очищать Лахиш и приводить водоём в приемлемый вид. На эти цели тратятся существенные бюджетные средства. В устье реки с 1996 года организован парк Лахиш—Ашдод.